# یواس‌اس واکا (دی‌دی-۷۲۳)
یواس‌اس واکا (دی‌دی-۷۲۳) (به انگلیسی: USS Walke (DD-723)) یک کشتی بود که طول آن ۱۱۴٫۸ متر (۳۷۷ فوت) بود. این کشتی در سال ۱۹۴۳ ساخته شد.